# Kilmaganny
Kilmaganny (iriska: Cill Mogeanna) är en ort i republiken Irland.   Den ligger i grevskapet Kilkenny och provinsen Leinster, i den centrala delen av landet, 120 km sydväst om huvudstaden Dublin. Kilmaganny ligger 68 meter över havet och antalet invånare är 226.
Terrängen runt Kilmaganny är platt åt nordost, men åt sydväst är den kuperad. Runt Kilmaganny är det ganska glesbefolkat, med 21 invånare per kvadratkilometer. Närmaste större samhälle är Callan, 10,0 km norr om Kilmaganny. Trakten runt Kilmaganny består i huvudsak av gräsmarker.